# Девочка из города (фильм)
«Девочка из города» — художественный фильм 1984 года, снятый в СССР режиссёром Олегом Николаевским по одноимённой повести 1943 года, написанной Любовью Воронковой.

## Сюжет
Маленькая Валентинка осталась сиротой. Её отец пропал без вести на фронте, а мать с братишкой погибли во время бомбёжки. Во время эвакуации девочка и её спутницы отстали от поезда, ночь провели в стогу сена, где их утром обнаружили деревенские женщины. Одна из них, Дарья, приютила беженцев, накормила и обогрела. Ночью Валентинка заболела, и Дарья уговорила женщин оставить девочку, пообещав после выздоровления отправить её в детдом, как это хотели сделать женщины. Дарья приняла девочку, даже несмотря на то, что у неё самой было трое ребятишек — две дочки и сынок. Поначалу дети Дарьи плохо приняли девочку, да и сама Валентинка никак не могла привыкнуть к своему новому семейству. Вскоре Дарья привязалась к девочке и решила оставить её у себя, но она боялась, что Валентинка не сможет привыкнуть к её семье и деревенскому укладу жизни. Со временем дети смогли полюбить тихую, добрую Валентинку, а Валентинка смогла назвать Дарью своей матерью.

## В ролях
- Лена Никитина — Валентинка
- Наталья Егорова — Дарья
- Олег Николаевский — дед
- Настя Гусарова — Груня
- Света Уфимцева — Таиска
- Максим Онуфрийчук — Романок
- Анатолий Рудаков — Алексей Грачёв, фронтовик
- Нина Балагина — мать Валентинки
- Галя Арсентьева — эпизод
- Т. Вафин — эпизод
- Анастасия Виноградова (Дунаева) — деревенская девочка
- Андрей Канев — эпизод
- Л. Кухтарь — эпизод
- Людмила Липатникова — эпизод
- Андрей Уфимцев — эпизод
- Николай Нечев — эпизод

## Фестивали и награды
- 1985 — XVIII Всесоюзный кинофестиваль — Главный приз детского жюри.